# Narathura alexandrae
Narathura alexandrae är en fjärilsart som beskrevs av Schröder och Colin G.Treadaway 1978. Narathura alexandrae ingår i släktet Narathura och familjen juvelvingar. Inga underarter finns listade i Catalogue of Life.